# 1963年アメリカグランプリ
1963年アメリカグランプリ (1963 United States Grand Prix) は、1963年のF1世界選手権第8戦として、1963年10月6日にワトキンズ・グレン・グランプリ・サーキットで開催された。
レースは110周で行われ、BRMのグラハム・ヒルがポール・トゥ・ウィンを飾り、チームメイトのリッチー・ギンサーが2位、ロータスのジム・クラークが3位となった。

## レース概要
初めてワトキンズ・グレンに来たフェラーリを含むチームがアメリカに来たとき、ジム・クラークは7戦5勝で既にチャンピオンを獲得していた。しかし、グレンで行われた本レースは、グラハム・ヒルとBRMのものとなり、チームメイトのアメリカ人リッチー・ギンサーに30秒以上の差を付けて優勝した。クラークはダミーグリッド(F1で初めて使用)上でバッテリーが上がってしまい、1周以上取り残された後に猛追の末に3位。フェラーリのジョン・サーティースは残り30周で首位走行中にエンジンが壊れ、ヒルがトップに立った。
金曜日の予選初日に、クラークのロータスは前年の予選タイム(1分15秒8)よりも速い1分15秒0のラップタイムを記録した。ヒルとサーティースがクラークに続き、3人がすぐに1分14秒台に突入した。ヒルのBRMはバックストレートでコースアウトしてしまい、森の木にヒットしてしまったが、セッションの終わりに1分13秒4の最速タイムを出した。ジャック・ブラバムは、グレンから20マイル(約32km)離れたエルマイラの空港でレンタカーやタクシーを見つけることができず、トラックをヒッチハイクしてサーキットへ来ることができた。
土曜日、ピーター・ブローカーのステブロ(搭載されたフォードの直列4気筒エンジンは、クライマックスとBRMのV8エンジンが約200馬力 (150 kW)だったのに対し、110馬力 (82 kW)しかなかった。シャシーも記録上は史上初のカナダ製F1マシンであったが、実際はカナダのスピードショップが作った無名のフォーミュラ・ジュニア用である。)がコース上にオイルを撒き散らした。セッションは30分中断したが、金曜日よりコースコンディションが悪かったため、グラハム・ヒル、クラーク、サーティース、ギンサー、そしてジャック・ブラバムとダン・ガーニーのブラバム勢がトップ6に入った。ギンサーとガーニーに加えて、グリッドには5人のアメリカ人ドライバー(マステン・グレゴリー、フィル・ヒル、ジム・ホール、ハップ・シャープ、ロジャー・ワード)がいた。そしてF1で最も活躍したメキシコ人ドライバーであるペドロ・ロドリゲスがF1デビューを果たした。

レース当日は明るく晴れ上がり、観客動員数は6万人近くに達した。F1世界選手権で初めてダミーグリッドが使用され、各車スターティンググリッドへ進んだが、クラークのロータスはダミーグリッドに残ったままだった。レースがスタートするとヒルがリードし、以下ギンサー、サーティース、ガーニー、トニー・マグス、グレゴリー、ブラバムが続いた。ロータスのクルーは、クラークのバッテリーが上がっていることを発見し、交換を終える頃には、ブローカーのステブロが既に2周目を走行していた。

サーティースはまずギンサーに仕掛け、BRM勢を分断して2位に浮上し、7周目にはヒルを抜いてトップに立った。ガーニーもヒルに追いつき、2位に浮上する。15周目までにクラークは14位まで順位を戻したが、エンジンの調子はまだ良いとは言えなかった。
ヒルは30周目にサーティースに迫り、サーティースを2回追い抜くも抜き返され、その後はサーティースの後方を走行し続ける。43周目、3位を走行中のガーニーが燃料切れとシャシーのトラブルで急減速してリタイアし、クラークは7位まで順位を戻す。

しばらくサーティースの後方で走った後、ヒルのアンチロールバーが緩んでハンドリングが突然変わり、重いアンダーステアと戦うことになる。82周目にサーティースのエンジンはパワーを失い、彼はリタイアするためにピットへ戻った。「私はただ彼に付いていっただけだ」とヒルはその後語った。「彼は非常にトリッキーなドライバーだ。彼は1周0.5秒ずつ差を広げていった。それが2台の車の差だったと私は思う」。これでヒルが再び首位となり、同一ラップで走っているのはチームメイトのギンサーのみとなった。

ヒルはチームメイトのギンサーに34秒差を付けて優勝し、開幕戦モナコGP以来のシーズン2勝目をようやく挙げた。新チャンピオンのクラークは、エンジンがミスファイアしていたブラバムに追いつき、3位表彰台を獲得した。ヒルは初めてアメリカGPを制したが、彼は1964年と1965年の同GPも制することになる。

## エントリーリスト
| チーム                                       | No. | ドライバー                       | コンストラクター | シャシー | エンジン                    |
| -------------------------------------------- | --- | -------------------------------- | ---------------- | -------- | --------------------------- |
| オーウェン・レーシング・オーガニゼーション   | 1   | グラハム・ヒル                   | BRM              | P57      | BRM P56 1.5L V8             |
| オーウェン・レーシング・オーガニゼーション   | 2   | リッチー・ギンサー               | BRM              | P57      | BRM P56 1.5L V8             |
| クーパー・カー・カンパニー                   | 3   | ブルース・マクラーレン           | クーパー         | T66      | クライマックス FWMV 1.5L V8 |
| クーパー・カー・カンパニー                   | 4   | トニー・マグス                   | クーパー         | T66      | クライマックス FWMV 1.5L V8 |
| ブラバム・レーシング・オーガニゼーション     | 5   | ジャック・ブラバム               | ブラバム         | BT7      | クライマックス FWMV 1.5L V8 |
| ブラバム・レーシング・オーガニゼーション     | 6   | ダン・ガーニー                   | ブラバム         | BT7      | クライマックス FWMV 1.5L V8 |
| ウォルト・ハンスゲン                         | 7   | ウォルト・ハンスゲン 1           | ロータス         | 24       | クライマックス FWMV 1.5L V8 |
| チーム・ロータス                             | 8   | ジム・クラーク                   | ロータス         | 25       | クライマックス FWMV 1.5L V8 |
| チーム・ロータス                             | 9   | トレバー・テイラー               | ロータス         | 25       | クライマックス FWMV 1.5L V8 |
| チーム・ロータス                             | 10  | ペドロ・ロドリゲス               | ロータス         | 25       | クライマックス FWMV 1.5L V8 |
| R.R.C. ウォーカー・レーシングチーム          | 11  | ヨアキム・ボニエ                 | クーパー         | T66      | クライマックス FWMV 1.5L V8 |
| エキュリー・マールスベルゲン                 | 12  | カレル・ゴダン・ド・ボーフォール | ポルシェ         | 718      | ポルシェ 547/3 1.5L F4      |
| シフェール・レーシングチーム                 | 14  | ジョー・シフェール               | ロータス         | 24       | BRM P56 1.5L V8             |
| ブリティッシュ・レーシング・パートナーシップ | 15  | イネス・アイルランド 2           | BRP              | Mk1      | BRM P56 1.5L V8             |
| ブリティッシュ・レーシング・パートナーシップ | 16  | ジム・ホール                     | ロータス         | 24       | BRM P56 1.5L V8             |
| レグ・パーネル・レーシング                   | 17  | マステン・グレゴリー             | ローラ           | Mk4A     | クライマックス FWMV 1.5L V8 |
| レグ・パーネル・レーシング                   | 18  | ロジャー・ワード                 | ロータス         | 24       | BRM P56 1.5L V8             |
| レグ・パーネル・レーシング                   | 22  | ハップ・シャープ                 | ロータス         | 24       | BRM P56 1.5L V8             |
| カナディアン・ステブロ・レーシング           | 19  | エルニー・デ・フォス 1           | ステブロ         | Mk IV    | フォード 109E 1.5L L4       |
| カナディアン・ステブロ・レーシング           | 21  | ピーター・ブローカー             | ステブロ         | Mk IV    | フォード 109E 1.5L L4       |
| スクーデリア・フェラーリ SpA SEFAC           | 23  | ジョン・サーティース             | フェラーリ       | 156/63   | フェラーリ Tipo178 1.5L V6  |
| スクーデリア・フェラーリ SpA SEFAC           | 24  | ロレンツォ・バンディーニ         | フェラーリ       | 156/63   | フェラーリ Tipo178 1.5L V6  |
| オートモビリ・ツーリズモ・エ・スポート       | 25  | フィル・ヒル                     | ATS              | 100      | ATS 100 1.5L V8             |
| オートモビリ・ツーリズモ・エ・スポート       | 26  | ジャンカルロ・バゲッティ         | ATS              | 100      | ATS 100 1.5L V8             |
| ソース:                                      |     |                                  |                  |          |                             |

追記
- タイヤは全車ダンロップ
- ^1 - マシンが準備できず[6]
- ^2 - 負傷のため欠場[6]

## 結果

### 予選
| 順位    | No. | ドライバー                       | コンストラクター        | タイム | 差    | グリッド |
| ------- | --- | -------------------------------- | ----------------------- | ------ | ----- | -------- |
| 1       | 1   | グラハム・ヒル                   | BRM                     | 1:13.4 | —     | 1        |
| 2       | 8   | ジム・クラーク                   | ロータス-クライマックス | 1:13.5 | +0.1  | 2        |
| 3       | 23  | ジョン・サーティース             | フェラーリ              | 1:13.7 | +0.3  | 3        |
| 4       | 2   | リッチー・ギンサー               | BRM                     | 1:14.0 | +0.6  | 4        |
| 5       | 5   | ジャック・ブラバム               | ブラバム-クライマックス | 1:14.2 | +0.8  | 5        |
| 6       | 6   | ダン・ガーニー                   | ブラバム-クライマックス | 1:14.5 | +1.1  | 6        |
| 7       | 9   | トレバー・テイラー               | ロータス-クライマックス | 1:15.6 | +2.2  | 7        |
| 8       | 17  | マステン・グレゴリー             | ローラ-クライマックス   | 1:15.6 | +2.2  | 8        |
| 9       | 24  | ロレンツォ・バンディーニ         | フェラーリ              | 1:15.8 | +2.4  | 9        |
| 10      | 4   | トニー・マグス                   | クーパー-クライマックス | 1:15.8 | +2.4  | 10       |
| 11      | 3   | ブルース・マクラーレン           | クーパー-クライマックス | 1:15.9 | +2.5  | 11       |
| 12      | 11  | ヨアキム・ボニエ                 | クーパー-クライマックス | 1:16.3 | +2.9  | 12       |
| 13      | 10  | ペドロ・ロドリゲス               | ロータス-クライマックス | 1:16.5 | +3.1  | 13       |
| 14      | 14  | ジョー・シフェール               | ロータス-BRM            | 1:16.5 | +3.1  | 14       |
| 15      | 25  | フィル・ヒル                     | ATS                     | 1:17.1 | +3.7  | 15       |
| 16      | 16  | ジム・ホール                     | ロータス-BRM            | 1:17.7 | +4.3  | 16       |
| 17      | 18  | ロジャー・ワード                 | ロータス-BRM            | 1:19.2 | +5.8  | 17       |
| 18      | 22  | ハップ・シャープ                 | ロータス-BRM            | 1:20.0 | +6.6  | 18       |
| 19      | 12  | カレル・ゴダン・ド・ボーフォール | ポルシェ                | 1:22.3 | +8.9  | 19       |
| 20      | 26  | ジャンカルロ・バゲッティ         | ATS                     | 1:25.2 | +11.8 | 20       |
| 21      | 21  | ピーター・ブローカー             | ステブロ-フォード       | 1:28.6 | +15.2 | 21       |
| ソース: |     |                                  |                         |        |       |          |

### 決勝
| 順位    | No. | ドライバー                       | コンストラクター        | 周回数 | タイム/リタイア原因 | グリッド | ポイント |
| ------- | --- | -------------------------------- | ----------------------- | ------ | ------------------- | -------- | -------- |
| 1       | 1   | グラハム・ヒル                   | BRM                     | 110    | 2:19:22.1           | 1        | 9        |
| 2       | 2   | リッチー・ギンサー               | BRM                     | 110    | +34.3               | 4        | 6        |
| 3       | 8   | ジム・クラーク                   | ロータス-クライマックス | 109    | +1 Lap              | 2        | 4        |
| 4       | 5   | ジャック・ブラバム               | ブラバム-クライマックス | 108    | +2 Laps             | 5        | 3        |
| 5       | 24  | ロレンツォ・バンディーニ         | フェラーリ              | 106    | +4 Laps             | 9        | 2        |
| 6       | 12  | カレル・ゴダン・ド・ボーフォール | ポルシェ                | 99     | +11 Laps            | 19       | 1        |
| 7       | 21  | ピーター・ブローカー             | ステブロ-フォード       | 88     | +22 Laps            | 21       |          |
| 8       | 11  | ヨアキム・ボニエ                 | クーパー-クライマックス | 85     | +25 Laps            | 12       |          |
| 9       | 23  | ジョン・サーティース             | フェラーリ              | 82     | エンジン            | 3        |          |
| 10      | 16  | ジム・ホール                     | ロータス-BRM            | 76     | ギアボックス        | 16       |          |
| 11      | 3   | ブルース・マクラーレン           | クーパー-クライマックス | 74     | 燃料ポンプ          | 11       |          |
| Ret     | 14  | ジョー・シフェール               | ロータス-BRM            | 56     | ギアボックス        | 14       |          |
| Ret     | 4   | トニー・マグス                   | クーパー-クライマックス | 44     | イグニッション      | 10       |          |
| Ret     | 18  | ロジャー・ワード                 | ロータス-BRM            | 44     | ギアボックス        | 17       |          |
| Ret     | 6   | ダン・ガーニー                   | ブラバム-クライマックス | 42     | シャシー            | 6        |          |
| Ret     | 10  | ペドロ・ロドリゲス               | ロータス-クライマックス | 36     | エンジン            | 13       |          |
| Ret     | 9   | トレバー・テイラー               | ロータス-クライマックス | 24     | 電気系統            | 7        |          |
| Ret     | 17  | マステン・グレゴリー             | ローラ-クライマックス   | 14     | エンジン            | 8        |          |
| Ret     | 22  | ハップ・シャープ                 | ロータス-BRM            | 6      | バルブ              | 18       |          |
| Ret     | 25  | フィル・ヒル                     | ATS                     | 4      | オイルポンプ        | 15       |          |
| Ret     | 26  | ジャンカルロ・バゲッティ         | ATS                     | 0      | オイルポンプ        | 20       |          |
| WD      | 7   | ウォルト・ハンスゲン             | ロータス-クライマックス |        | マシンが準備できず  |          |          |
| WD      | 15  | イネス・アイルランド             | ロータス-BRM            |        | 負傷                |          |          |
| WD      | 19  | エルニー・デ・フォス             | ステブロ-フォード       |        | マシンが準備できず  |          |          |
| ソース: |     |                                  |                         |        |                     |          |          |

ラップリーダー
- 1-6=G.ヒル、7-31=サーティース、32=G.ヒル、33-34=サーティース、35=G.ヒル、36-82=サーティース、83-110=G.ヒル

## 第8戦終了時点のランキング
|   | 順位 | ドライバー             | ポイント |
| - | ---- | ---------------------- | -------- |
|   | 1    | ジム・クラーク         | 51 (55)  |
|   | 2    | リッチー・ギンサー     | 28 (30)  |
| 2 | 3    | グラハム・ヒル         | 22       |
| 1 | 4    | ジョン・サーティース   | 22       |
| 1 | 5    | ブルース・マクラーレン | 14       |

|  | 順位 | コンストラクター        | ポイント |
|  | ---- | ----------------------- | -------- |
|  | 1    | ロータス-クライマックス | 51 (56)  |
|  | 2    | BRM                     | 35 (37)  |
|  | 3    | フェラーリ              | 24       |
|  | 4    | クーパー-クライマックス | 21       |
|  | 5    | ブラバム-クライマックス | 18       |

- 注:  トップ5のみ表示。ベスト6戦のみがカウントされる。ポイントは有効ポイント、括弧内は総獲得ポイント。